# Conrotatorische rotatie
Als een elektrocyclische reactie via een conrotatorische rotatie verloopt zullen de substituenten aan het einde van een geconjugeerd systeem in dezelfde richting draaien, beide met de klok mee of alle twee juist ertegenin.
Op een simpele manier elektronen rondduwen verklaart in dit geval niet de uitkomst van de reactie.
In de omzetting van cis-3,4-cyclobutadieen tot cis, trans-2,4-hexadieen voldoet het rondduwen van elektronen niet. Letten we op de orbitaalsymmetrie van het achterliggende proces, dan zien we dat de voor de HOMO van het cyclobuteen de orbitalen aan het einde van het geconjugeerde systeem beiden tegen de klok in (of met de klok mee) moeten draaien om soepel over te gaan in de HOMO van het butadieen-systeem. 
Deze stereospecificiteit wordt gevonden voor alle geconjugeerde systemen met 4n elektronen in het open keten systeem en is gebaseerd op het behoud van orbitaal symmetrie in de HOMO.